# Corispermum retortum
Corispermum retortum là loài thực vật có hoa thuộc họ Dền. Loài này được W.Wang & P.Y.Fu mô tả khoa học đầu tiên năm 1959.